# Evezio
Evezio (fl. IV secolo) è un martire cristiano ucciso a Nicomedia durante le persecuzioni di Diocleziano.
La memoria di Evezio, martire a Nicomedia, è contenuta nel martirologio siriaco degli inizi del V secolo e in vari codici del martirologio geronimiano, che lo commemorano il 22 o il 24 febbraio: il 23 febbraio 303 fu pubblicato a Nicomedia l'editto di Diocleziano contro i cristiani ed Evezio, personaggio di alto rango (forse membro del personale dei palazzo imperiale), lacerò davanti a tutti il libello affisso al pubblico, subendo la condanna a morte.
Il martirologio geronimiano associa a Evezio il martire Pietro, non menzionato nel martirologio siriaco.
L'elogio di sant'Evezio si legge nel Martirologio romano al 24 febbraio.